# World Club Challenge de rugbi a 13
La World Club Challenge de rugbi a 13 (WCC) (també anomenada Carnegie World Club Challenge (CWCC) per patrocini) és una competició anual de rugbi a 13 que enfronta als campions de la National Rugby League australiana i la Superlliga europea de rugbi a 13. Aquesta competició determina, per tant, el millor club mundial d'aquest esport.
El primer partit d'aquest tipus es disputà el 1976 però no esdevingué una competició regular fins a finals dels anys 80. A la dècada dels 90 tampoc es disputà diversos anys per l'anomenada guerra de la Super Lliga australiana.

## Historial
| Any  | Data         | Campió                     | Resultat | Finalista         | Seu                                   | Espectadors |
| ---- | ------------ | -------------------------- | -------- | ----------------- | ------------------------------------- | ----------- |
| 1976 | 29 de juny   | Eastern Suburbs            | 25-2     | St Helens         | Sydney Cricket Ground, Sydney         | 26.865      |
| 1987 | 7 d'octubre  | Wigan                      | 8-2      | Manly-Warringah   | Central Park, Wigan                   | 36.895      |
| 1989 | 4 d'octubre  | Widnes                     | 30-18    | Canberra          | Old Trafford, Manchester              | 30.786      |
| 1991 | 2 d'octubre  | Wigan                      | 21-4     | Penrith Panthers  | Anfield, Liverpool                    | 20.152      |
| 1992 | 31 d'octubre | Brisbane Broncos           | 22-8     | Wigan             | Central Park, Wigan                   | 17.460      |
| 1994 | 1 de juny    | Wigan                      | 20-14    | Brisbane Broncos  | ANZ Stadium, Brisbane                 | 54.220      |
| 1997 | 17 d'octubre | Brisbane Broncos           | 36-12    | Hunter Mariners   | Ericsson Stadium, Auckland            | 12.000      |
| 2000 | 22 de gener  | Melbourne Storm            | 44-6     | St Helens         | JJB Stadium, Wigan                    | 13.394      |
| 2001 | 26 de gener  | St Helens                  | 20-18    | Brisbane Broncos  | Reebok Stadium, Bolton                | 16.041      |
| 2002 | 25 de gener  | Bradford Bulls             | 41-26    | Newcastle Knights | Alfred McAlpine Stadium, Huddersfield | 21.113      |
| 2003 | 14 de febrer | Sydney Roosters            | 38-0     | St Helens         | Reebok Stadium, Bolton                | 19.807      |
| 2004 | 13 de febrer | Bradford Bulls             | 22-4     | Penrith Panthers  | Alfred McAlpine Stadium, Huddersfield | 18.962      |
| 2005 | 4 de febrer  | Leeds Rhinos               | 39-32    | Bulldogs RLFC     | Elland Road, Leeds                    | 37.208      |
| 2006 | 4 de febrer  | Bradford Bulls             | 30-10    | Wests Tigers      | Galpharm Stadium, Huddersfield        | 19.207      |
| 2007 | 23 de febrer | St Helens                  | 18-14    | Brisbane Broncos  | Reebok Stadium, Bolton                | 23.207      |
| 2008 | 29 de febrer | Leeds Rhinos               | 11-4     | Melbourne Storm   | Elland Road, Leeds                    | 33.204      |
| 2009 | 1 de març    | Manly Warringah Sea Eagles | 28-20    | Leeds Rhinos      | Elland Road, Leeds                    | 32.569      |